# Hérin
Hérin és un municipi francès, situat a la regió dels Alts de França, al departament del Nord. L'any 2006 tenia 3.776 habitants. Limita al nord amb Raismes, al nord-est amb Aubry-du-Hainaut, al sud-est amb La Sentinelle, al sud amb Rouvignies i Prouvy, al sud-oest amb Wavrechain-sous-Denain, a l'oest amb Oisy i al nord-oest amb Wallers i Bellaing.

## Demografia
| 1962                                       | 1968  | 1975  | 1982  | 1990  | 1999  | 2006  |
| ------------------------------------------ | ----- | ----- | ----- | ----- | ----- | ----- |
| 4.013                                      | 4.025 | 3.695 | 3.566 | 3.952 | 3.939 | 3.776 |
| Des de 1962: població sense dobles comptes |       |       |       |       |       |       |

## Administració
| Període   | Identitat      | Partit |
| --------- | -------------- | ------ |
| 2001-2008 | Bernard Traché |        |
| 2008-     | Michel Bassez  |        |